# Pelkum (Datteln)
Pelkum ist eine Bauerschaft der Stadt Datteln im Kreis Recklinghausen, Nordrhein-Westfalen.

## Geographie

### Lage
Pelkum liegt östlich des Dattelner Siedlungskerns. Im Norden grenzt es an die Lippe.

### Nachbarorte
Pelkum grenzt im Uhrzeigersinn im Norden beginnend an Vinnum (Stadt Olfen, Kreis Coesfeld), Altenbork (Stadt Selm, Kreis Unna), Unterlippe (Stadt Waltrop, Kreis Recklinghausen) und Datteln.

## Geschichte
Die Bauerschaft gehörte immer schon zur Gemeinde Datteln. Mit Wirkung vom 1. Januar 2009 wurden die Stadtbezirke neu geordnet. Der Stadtbezirk (Bauerschaft) Pelkum trägt die Bezirksnummer 260. Am 31. Juli 2013 lebten dort 148 Einwohner.

## Verkehr
Durch Pelkum führt die Kreisstraße K 12 (Markfelder Straße). Diese führt über die Waltroper Bauerschaften Unterlippe und Oberlippe (mit den Dortmunder Rieselfeldern) nach Elmenhorst, das ebenfalls zu Waltrop gehört. Von dieser Straße zweigt die Kreisstraße K 2 in nördlicher Richtung nach Vinnum, Selm, Nordkirchen und Ottmarsbocholt ab.
Am westlichen Rand der Bauerschaft trifft der Wesel-Datteln- auf den Dortmund-Ems-Kanal, der sich nördlich des Zusammentreffens in die stillgelegte Alte und die betriebene Neue Fahrt teilt. Der Datteln-Hamm-Kanal befindet sich südlich schon etwas außerhalb der Bauerschaft.

## Veranstaltungen
Die Schützengilde Natrop-Pelkum e.V., welche im Jahr 1770 gegründet wurde, feiert alle zwei Jahre ein Schützenfest.